# Bernard Nuszkowski
Bernard Edmund Nuszkowski (ur. 6 listopada 1913 w Bydgoszczy  – zm. 1942 we Lwowie) – polski dziennikarz.

## Życiorys
Był synem Karola i Marianny z Głazików. Ukończył Wyższą Szkołę Dziennikarską w Warszawie. Po studiach pracował w pismach chojnickich: Dzienniku Pomorskim i Ludzie Pomorskim, redagując m.in. jego dodatki - Rodzina i Zabory. Następnie był pracownikiem Polskiej Agencji Telegraficznej oraz współpracował z Dziennikiem Bydgoskim, Kurierem Bydgoskim oraz Teką Pomorską. W latach 1937–1939 kierował Studiem Bydgoskim Pomorskiej Rozgłośni Polskiego Radia.
W jego działalności najwięcej miejsca zajmowały problemy kultury i gospodarki Pomorza. Bliskie były mu również sprawy pomorskiej młodzieży akademickiej. Był członkiem Stowarzyszenia Przyjaciół Pomorza i korporacji studentów Pomorza.
Zginął w 1942 r. rozstrzelany przez Niemców na placu Krakowskim we Lwowie.